# Затока (Яворівський район)
Зато́ка — село в Україні, у Яворівському районі Львівської області. Населення становить 408 осіб. Орган місцевого самоврядування — Івано-Франківська селищна рада.

## Історія
Затока була польсько-німецькою колонією. Місцеві мешканці підтримували УПА.

## Відомі мешканці
У поселенні народилися:
- Козяр Михайло Миколайович — науковець, генерал-лейтенант служби цивільного захисту. З 2006 року — ректор Львівського державного університету безпеки життєдіяльності.
- Ханик Ярослав Миколайович — український хімічний інженер.